# Vignolles
 Vignolles  es una población y comuna francesa, en la región de Poitou-Charentes, departamento de Charente, en el distrito de Cognac y cantón de Barbezieux-Saint-Hilaire. Vignolles es un pueblo situado a 6 km al noreste de Barbezieux-Saint-Hilaire.

## Demografía
| 277 | 264 | 191 | 187 | 181 | 183 |
| Para los censos de 1962 a 1999 la población legal corresponde a la población sin duplicidades (Fuente: INSEE [Consultar]) |     |     |     |     |     |